# مایسبورگ
مایسبورگ (به آلمانی: Meisburg) یک شهر در آلمان است که در فولکانایفل واقع شده‌است. مایسبورگ ۲۵۱ نفر جمعیت دارد.